# Acide phénylpyruvique
L'acide phénylpyruvique (ou acide phényl-pyruvique) est un acide organique de formule semi-développée C6H5CH2CO-COOH, issu de la désamination oxydative de la phénylalanine (Phe ; F), un acide aminé. C'est un α-céto-acide.
Ce composé permet notamment le dépistage de la phénylcétonurie, effectué dès la naissance.